# شاه مرز (فورغ)
شاه مرز (بالفارسية: شاه مرز) هي قرية تقع في إيران في ناحية فورغ. يقدر عدد سكانها بـ 1092 نسمة بحسب إحصاء 2016.